# 九層塔參珠螺
九層塔參珠螺（学名：Notosinister nitidus）为左錐螺科參珠螺屬下的一个种。